# Куїмов Микола Дмитрович
Микола Дмитрович Куїмов (16 грудня 1957 , Даровський район, Кіровська область  — 17 серпня 2021 , Кубинка (авіабаза), Московська область ) — російський льотчик-випробувач першого класу, шеф-пілот ПАТ «Іл». Герой Російської Федерації (2006).

## Біографія
Народився 16 грудня 1957 року в Подільському. Закінчив Тамбовське вище військове авіаційне училище льотчиків імені М. М. Раскової. У 1989 році закінчив Центр підготовки льотчиків-випробувачів Державного льотно-випробувального центру імені Чкалова. З початку 1990-х років був льотчиком-випробувачем ОКБ імені Ільюшина.
Брав участь у випробуваннях «Іл-96-300ПУ» та «Іл-76МФ». Також брав активну участь у випробуваннях «Іл-114-100». Загалом Куїмов освоїв понад 35 типів літаків.
30 березня 2019 року льотчик-випробувач Микола Куїмов командував екіпажем, який провів перший випробувальний політ дослідного зразка російського легкого військово-транспортного літака Іл-112В.
16 грудня 2020 року на аеродромі в Жуковському Куїмов, командуючи екіпажем, здійснив перший політ на новому пасажирському регіональному турбогвинтовому літаку Іл-114-300.
Загинув 17 серпня 2021 року в результаті катастрофи при проведенні випробувального польоту на Іл-112В поблизу аеродрому Кубинка.

## Нагороди
- Заслужений льотчик-випробувач Російської Федерації (2003). Також нагороджений низкою медалей[2].
- Указом Президента Російської Федерації від 28 грудня 2006 року за «мужність і героїзм, проявлені при випробуванні нових зразків авіаційної техніки» Микола Куїмов був удостоєний звання Героя Російської Федерації з врученням медалі «Золота Зірка» за номером 880[2].